# 고교생 해킹 보안 챔피언십
고교생 해킹 보안 챔피언십(Hacking/Security Championship)은 매년 동명대학교 소속 해커그룹(컴퓨터 보안 동아리) 씽크에서 주최하는 대한민국의 고등학생들을 대상으로 한 컴퓨터 보안 경진대회이다. , 2007년 12월 7일 제 1회 고교생 해킹 보안 챔피언십이 처음 열렸다. 공격 기술을 주로 다루는 여타의 해킹 대회와는 다르게 방어 기술을 다룬 문제가 함께 출제되며 전반적으로 수준 높은 다양한 문제가 출제되는 것이 특징이다.
대회는 예선 없이 온라인 형태의 본선으로 바로 치러진다.

## 역대 대회 수상자
다음은 역대 수상자 목록을 기재한 것이다.

### 2007년
- 1위 : 박찬암
- 2위 : 구사무엘
- 3위 : 이상훈

### 2008년
- 1위 : 이지용
- 2위 : 김은수
- 3위 : 이종호

## 같이 보기
- 파도콘